# Vlekstaartsperwer
De vlekstaartsperwer (Tachyspiza trinotata) is een roofvogel uit de familie van de havikachtigen (Accipitridae).

## Verspreiding en leefgebied
Deze soort is endemisch op het Indonesische eiland Sulawesi.